# Benuza
Benuza è un comune spagnolo di 720 abitanti situato nella comunità autonoma di Castiglia e León.